# Gallia Narbonensis
Gallia Narbonensis werd in 22 v. Chr. de nieuwe naam van de Romeinse provincie in het zuiden van Gallië die de Romeinen ervoor Provincia Romana of gewoon Provincia noemden, een benaming die nog doorleeft als Provence.

## Geografie
De grens van Gallia Narbonensis liep van de Middellandse Zee langs de rivier Var (Varus) tot de Pyreneeën, de Alpen, het meer van Genève (Lacus Lemanus), de bovenloop van de Rhône (Rhodanus) tot het voorgebergte van het Centraal Massief en de Cevennen (Mons Cevenna). Het omvat daardoor vandaag niet enkel Provence maar ook Languedoc, Rousillon en Foix naar het westen en Dauphiné en Savoie naar het noorden. Het gebied heeft een mediterraan klimaat, vegetatie en landbouw. Typisch voor deze streek is de mistral, een noordenwind.

## Economie
De belangrijkste haven van Gallia Narbonensis was Narbonne (Narbo Martius), gelegen aan de Aude (Atax). Niet enkel omdat ze de hoofdstad was, maar ook omdat ze de doorgangshaven was om Toulouse (Tolosa) en van daaruit via de Garonne het westen van Gallië en de Atlantische Oceaan te bereiken. Arles (Arelate), gelegen langs de Rhône, nam dankzij deze belangrijke rivier de plaats in voor het noorden van Gallië wat Narbo voor het westen betekende. De Via Domitia was een heel belangrijke verbindingsweg met Spanje die de kust van de Middellandse Zee volgde doorheen Gallia Narbonensis. Er zijn weinig gebieden in Europa die meer vruchtbaar zijn dan Gallië en Gallia Narbonensis was daarenboven geschikt voor de cultivatie van wijn en olijven. De wijn die werd verbouwd was een belangrijk exportproduct. Ten oosten van het Centraal Massief lag een belangrijke afzetting van pottenbakkersklei.

## Geschiedenis

### Oorlog met de Salluvii
In 125 vC kreeg Marseille (Massilia) een aanval van de Salluvii te verduren. Aangezien de stad al lang een bondgenoot was van Rome, werd een consul gekozen om hulp te bieden. Dit was al eerder gebeurd, onder meer in het jaar 154 vC toen Opimius als consul naar Nice (Nikaia) en Antibes (Antipolis) vertrok om de belegering op te heffen. Fulvius Flaccus trok aan het hoofd van een Romeins leger de Alpen over. We beschikken niet over informatie omtrent de veldtocht van de consul maar de bronnen over de triomftocht (123 vC) laten zien dat hij niet enkel de Salluvii versloeg maar ook enkele andere Liguren en Vocontii. Beslissend waren de overwinningen echter niet en het volgende jaar werd zijn plaats ingenomen door consul Sextius Calvinus. Hij kon de Salluvii verslaan, hun hoofdstad verwoesten en niet ver van deze oppidum (Entremont) stichtte hij een nieuwe stad, Aix (Aquae Sextiae), gelegen op een reeks warmwaterbronnen. Hij zal vervolgens gedurende twee jaar in dezelfde regio verblijven als proconsul (123-122 vC).

### Oorlog met de Arverni
Het volgende jaar (121 vC) begon de grote oorlog tussen Bituitus, koning van de Arverni, en het Romeinse volk. De Aedui hadden zich van het Gallische rijk onder leiding van de Arverni losgemaakt. Bituitus liet daarop zijn mannen het gebied van de Aedui plunderen. De Aedui vroegen nu op hun beurt steun van de Romeinen. Een grotere legermacht werd over de Alpen gestuurd onder leiding van Domitius Ahenobarbus. Tegelijk werd een nieuw leger gevormd voor de volgende consul, Quintus Fabius Maximus Allobrogicus, als reserve. In twee veldslagen werden de Arverni en hun geallieerden verslagen. Domitius Ahenobarbus pacificeerde vervolgens het gebied, een proces dat hem vier jaar zou kosten, van 120 tot 117 vC.

### Stichting van de colonia Narbo Martius
Onder Domitius werd de kolonie Narbonne (Narbo Martius) gesticht. In de periode van 118 tot 117 werd dit de eerste kolonie voor Romeinse burgers. Met de verovering van dit gebied waren de twee oudste veroveringen van Rome, Italië en Spanje, verbonden. Kooplieden en legioenen moesten niet langer de gevaren van de zee trotseren. Om deze reden werd de Via Domitia aangelegd, de verbinding van Spanje met Gallië en Italië. De senaat gaf aan de twee generaals, Domitius en Fabius, de opdracht niet noordelijker dan de Cevennen te gaan. Ze beslisten dat van de veroverde gebieden ten zuiden van deze bergen een provincie werd geconstitueerd.

### Kimbren en Teutonen
Kort daarop, 109 vC, was de jonge provincie het decor van de invallen van de Kimbren en Teutonen. Na enkele nederlagen kon Gaius Marius door een overwinning bij Aquae Sextiae (102 vC) tegen de Teutonen het gevaar elimineren. Het jaar daarop was in feite het eerste jaar zonder dreiging voor de provincie. Men kon nu eindelijk de nieuwe gebieden exploiteren.

### Gallische oorlogen

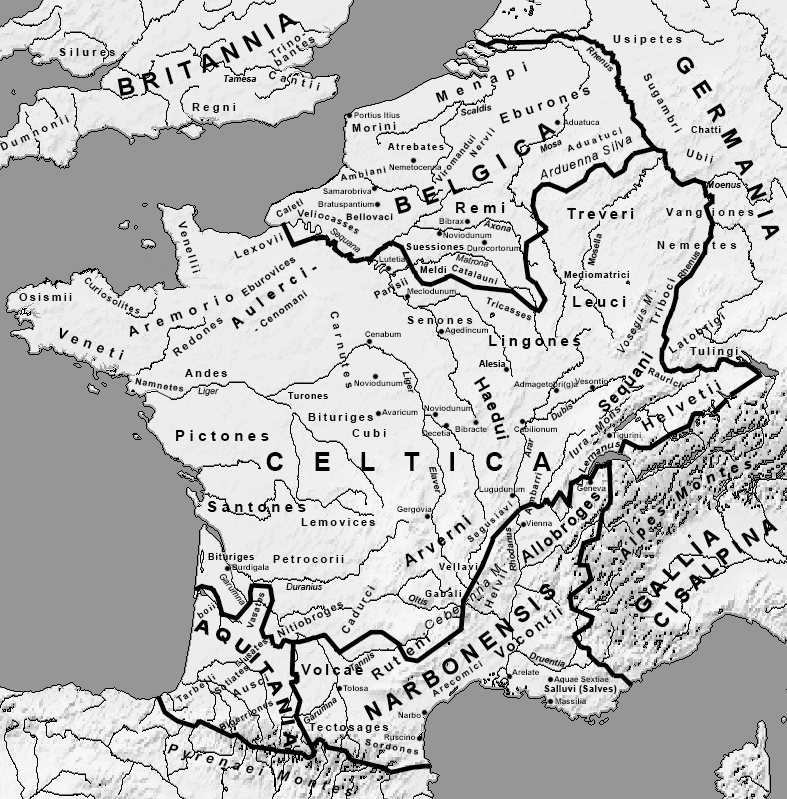
Gallië in 52 v.Chr. aan het einde van de Gallische Oorlog.

Wanneer Julius Caesar in 59 vC naast Gallia Cisalpina en Illyria ook gouverneur werd van Gallia Transalpina (het Gallië over de Alpen, de Provincia), zal hij zich vooral bezighouden met de verovering van de rest van Gallië. De provincie zal daarbij de uitvalsbasis zijn voor de verschillende veldtochten in deze oorlog en de inwoners zullen op verschillende ogenblikken hun standvastige steun betuigen. Augustus ging in 27 vC naar Gallië met een aantal statistici om een ingrijpende reorganisatie door te voeren. In 22 v.Chr. werd Gallia Narbonensis toegewezen aan de senaat en daarmee afgezonderd van de rest van Gallië, dat onder keizerlijk gezag viel. Narbo werd de provinciehoofdstad. Verder speelde Gallia Narbonensis weinig belang in de geschiedenis zoals de bronnen tot ons zijn gekomen.

### Derde eeuw n.Chr.
Ook in de derde eeuw zijn er weinig bronnen. Zo is de invloed van het Imperium Galliarum op de provincie niet geheel duidelijk. Mogelijk stond enkel het westelijke deel onder controle van Postumus, Victorinus en Tetricus I. Ook de invloed van de barbaarse invasies circa 259-260 en 270 en 280 nC zou eerder beperkt zijn. Een grote hervorming werd doorgevoerd wanneer Diocletianus aan de macht kwam en de Tetrarchie doorvoerde. Maximianus werd Augustus van het westelijke deel van het rijk en Constantius Chlorus Caesar. Wat volgt zijn grote hervormingen op het vlak van administratieve verdeling, belastingen en munt in heel het rijk. Gallia Narbonensis werd onderverdeeld in drie provincies: Provincia Narbonensis Prima (hoofdstad Narbo), Narbonensis Secunda (Aquae Sextiae) en Viennensis (Vienna). Wanneer Honorius keizer werd in het westelijke deel verplaatste hij de militaire en administratieve hoofdstad van Trier naar Arles, op dat moment gelegen in de Provincia Viennensis.

### Goten en Visigoten
Wanneer op het einde van het jaar 406 een grote groep Vandalen, Alanen en Sueven de Rijn overstaken is de invloed op de regio die we hier bespreken eerder beperkt, enkel Toulouse leek zich te moeten verdedigen. Intussen bracht de usurpator Constantijn III troepen uit Brittannië en installeerde zich in Arles. Pas enkele jaren later kon hij na een drie maanden durend beleg van Arles worden verslagen door het leger van de legitieme keizer Honorius. In 412 trok Athaulf, de nieuwe leider van de Visigoten, Zuid-Gallië binnen. Hij won de steun van Honorius en kon de belangrijkste steden innemen. Wanneer Athaulf werd vermoord in Spanje kregen de Goten toestemming om zich permanent te vestigen in delen van Narbonensis Prima. Eurik, koning van de Visigoten, zal uiteindelijk het lot van de gebieden die hier worden besproken bezegelen. Hij kon Arles veroveren en tegen 475 had hij alle gebieden ten westen van de Rhône onder controle. Zeno, keizer in Constantinopel, stond het hele gebied af aan Eurik.

### Epigrafie
- Corpus Inscriptionum Latinarum. XII: Gallia Narbonensis, Berlijn: Walter De Gruyter, 1888, 976 p.
- E. Espérandieu, Inscriptions romaines de la Narbonnaise, Parijs, 1929, 224 p.

### Numismatiek
- A. Blanchet, Traité des monnaies gauloises, Bologna: Forni, 1971, V + 650 p. (anastatische herdruk, eerste druk: Parijs, 1905)

### Literaire Bronnen
- Strabo, “Geographica”, in: H.L. Jones (red.), The Geography of Strabo, 8 dln. Londen: Heinemann, 1966. [The Loeb classical library, 49; 50; 182; 196; 211; 223; 241; 267]

## Secundaire literatuur
- Berger-Haas (L.), “Gallien”, in: Andresen (C.) en Erbse (H.) e.a. (eds.), Lexikon der alten Welt. Zürich, Stuttgart, Artemis & Winkler, 1965, kol. 1018-1023
- Chevallier (R.), Provincia. Parijs, Les Belles Lettres, 1982, 190 p. [Le Monde Romain]
- Chevallier (R.) Gallia Narbonensis. Bilan de 25 ans de recherches historiques et archéologiques. In: Aufstieg und Niedergang der römischen Welt. Geschichte und Kultur Roms im Spiegel der neueren Forschung. II, 3, pp. 686-828.
- Desjardins (E.), Géographie historique et administrative de la Gaule Romaine. Parijs, Librairie Hachette, 1876-1893, 4dln.
- Dirkzwager (A.), Strabo über Gallia Narbonensis. Leiden, Brill, 1975, XII + 110 p.
- Drinkwater (J.F.), “Gaul Transalpine”, in: Hornblower (S.) en Spawford (A.) (eds.), Oxford Classical Dictionary. Oxford University Press, 1999, p. 626
- Duncan-Jones (R.P), “The wealth of Gaul”, in: Chiron. 1981, XI, pp. 217-220
- Duval (P.-M.), La Vie Quotidienne en Gaule pendant la Paise Romaine, (Ie-IIe siècles après J.-C.). S.l., Librairie Hachette, 1952, 364 p.
- Duval (P.-M.) La Gaule jusqu’au milieu du Ve siècle. Parijs, Picard, 1971, 2 dln.
- Freyberger (B.), Die Entwicklung Südgalliens zwischen Eroberung und augusteischer Reorganisation (125/22 bis 27/22 v.Chr.). Gymnasium, 1997, 104 (4), pp. 319-343
- Grenier (A.), “La Gaule Romaine”, in: Frank (T.) (ed.), An economic survey of ancient Rome. Volume III. Baltimore, Johns Hopkins Press, pp. 379-644.
- Günter (R.), “Gallia Narbonensis. Eroberung und Romanisierung einer Provinz.”, in: Altsprachliche Unterricht. 1988, XXXI, 2, pp. 7-20
- Hatt (J.J.), Histoire de la Gaule Romaine (120 avant J.-C.-451 après J.-C.). Colonisation ou colonialisme? Parijs, Payot, 1966, 405 p.
- Jullian (G.), Histoire de la Gaule. Parijs, Librairie Hachette, 1908-1926, 8 dln.
- Lafond (Y.), “Narbonensis”, in: Cancik (H.), Schneider (H.) en Landfester (M.) (eds.), Der Neue Pauly Enzyklopädie der Antike. 8. Band. Stuttgart, Metzler, 2000, kol. 709
- Leglay (M.), “Gallia”, in: Ziegler (K.), Sontheimer (W.) en Gärtner (H.) (eds.), Der kleine Pauly. Lexikon der Antike. Auf der Grundlage von Pauly's Realencyclopädie der classischen Altertumswissenchaft. Stuttgart, 1967, v. 2, kol. 679-681
- Lerat (L.), La Gaule Romaine. Parijs, Librairie Armand Colin, 1977, 352 p. [Lévêque (P.), Histoire ancienne]
- Nuchelmans (J.), “Gallië”, in: Nuchelmans (J.) e.a. (eds.), Woordenboek der Oudheid. Bussum, Romen, 1976, v. 2, kol. 1165-1171
- Rivet (A.L.F.), Gallia Narbonensis with a chapter on Alpes Maritimae. Southern France in Roman Times. Londen, Batsford, 1988, XIV + 370 p.
- Weiss., “Gallia”, in: Wissowa (G.) (Neue Bearbeitung) e.a., Paulys Realencyclopädie der classischen Altertumswissenschaft. Dreizehnter Halbband. 1910, kol. 639-666
- Woolf (G.), Becoming Roman: the origins of provincial civilization in Gaul. Cambridge University Press, 1998, XV + 296 p.

Achaea · Alexandria et Aegyptus · Africa · Alpes Cottiae · Alpes Maritimae · Alpes Poeninae · Arabia Petraea · Armenia Inferior · Asia · Britannia · Cappadocia · Cilicia · Corsica · Creta · Cyprus · Cyrenaica · Dacia · Dalmatia · Epirus · Galatia · Gallia (Aquitania · Belgica · Lugdunensis · Narbonensis) · Germania (Inferior · Superior) · Hispania (Baetica · Lusitania · Tarraconensis) · Italia · Iudaea · Lycaeonia · Lycia · Macedonia · Mauretania (Caesariensis · Tingitana) · Moesië (Inferior · Superior) · Noricum · Numidia · Pannonia (Inferior · Superior) · Pamphylia · Pisidia · Pontus et Bithynia · Raetia · Sardinia · Sicilia · Syria · Thracia

Tijdelijke bezettingen: Germania (7-9 n.Chr.) · Armenia (114-117 n.Chr.) · Assyria (116-117 n.Chr.) · Mesopotamia (115-117 n.Chr.)